# André Ten Cate
André Ten Cate (Amsterdam, 22 de maig de 1796 – Haarlem, 27 de juliol de 1858) fou un violoncel·lista i compositor holandès.
Deixeble de Bertelman, es donà a conèixer per moltes obres de música instrumental, abordant el teatre el 1831 amb l'òpera Said e Palmira i el 1835 amb Constantia i Numa Pompilio, totes elles estrenades a Amsterdam, deixant, a més, cors a 4 veus i altres composicions vocals.